# Vestidito negro

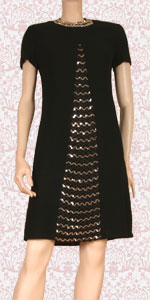
Vestidito negro moderno.

El vestidito negro (del francés petite robe noire) es un vestido de tarde o cóctel de corte simple y frecuentemente corto, originalmente popularizado en la década de 1920 por la diseñadora de moda Coco Chanel, pensado para ser duradero, versátil, asequible, accesible al mercado más amplio posible y en un color neutro. Su uso es tal que muchos se refieren a él mediante la abreviatura LBD (Siglas en inglés para "Little Black Dress").
El vestidito negro es considerado esencial para un guardarropa completo por muchas mujeres y críticos de moda, quienes toman como una regla de la moda que toda mujer debe poseer un simple y elegante vestido negro que pueda ser usado más formal o informalmente dependiendo de la ocasión: por ejemplo, usado con una chaqueta y tacones para el trabajo diurno o con más joyas y accesorios para la tarde. Por tener el objetivo de ser un básico del guardarropa para varios años, el estilo del vestidito negro idealmente debe ser tan simple como sea posible: un vestido corto negro que sea muy claramente parte de una moda no contaría porque pronto parecería anticuado.
En el número de octubre de 1926 de Vogue USA aparece por primera vez un boceto de un LBD firmado por Coco Chanel.
El más famoso de todos fue el que vistió Audrey Hepburn en la película Desayuno con diamantes (1961), diseñado por Givenchy.
"Puedes llevar negro a cualquier hora del día o de la noche, a cualquier edad y en cualquier ocasión. Un vestido negro es la cosa más esencial en el armario de una mujer", dijo el diseñador francés Christian Dior.
En 2012 el SCAD Museum de Georgia acogió la exposición “Little Black Dress”, con la curaduría de André Leon Talley y la revista Vogue. Se mostraron ochenta LBD que retrataban la evolución de la moda desde los años veinte hasta los años 2010 con diseñadores como Balenciaga, Zac Posen, Marc Jacobs, Tom Ford, Diane Von Furstenberg, Prada o Stella McCartney.
La artista Yolanda Domínguez llevó a cabo en 2017 el proyecto "Little Black Dress" en el que fotografió a mujeres de diferentes tallas, razas y edades con un vestido negro de una marca de moda rápida talla 38. El objetivo del proyecto era mostrar críticamente las limitaciones que la industria de la moda impone sobre las mujeres, y celebrar la diversidad del cuerpo femenino. El proyecto fue exhibido en el Museo del Traje de Madrid y en el festival PHotoEspaña.